# Chevaigné
Chevaigné (bretonisch: Kavaneg; Gallo: Chaevaènyaé) ist eine französische Gemeinde mit 2.396 Einwohnern (Stand: 1. Januar 2022) im Département Ille-et-Vilaine in der Region Bretagne. Sie gehört zum  Arrondissement Rennes und zum Kanton Betton. Die Einwohner werden Chevaignéens genannt.

## Geographie
Chevaigné liegt etwa zwölf Kilometer nördlich von Rennes an der Ille, in die hier die Illet mündet. Der Canal d’Ille-et-Rance übernimmt hier den Flussverlauf. Umgeben wird Chevaigné von den Nachbargemeinden Saint-Germain-sur-Ille im Nordwesten und Norden, Saint-Aubin-d’Aubigné im Norden und Nordosten, Mouazé im Osten, Betton im Süden sowie Melesse im Westen.
Durch die Gemeinde führt die frühere Route nationale 776 (heutige D175). Der Ort hat einen Bahnhof an der Bahnstrecke Rennes–Saint-Malo.

## Bevölkerungsentwicklung
| Jahr                       | 1962 | 1968 | 1975 | 1982 | 1990 | 1999 | 2010 | 2020 |
| Einwohner                  | 660  | 705  | 773  | 972  | 1335 | 1620 | 1838 | 2355 |
| Quellen: Cassini und INSEE |      |      |      |      |      |      |      |      |

## Sehenswürdigkeiten
- Kirche Saint-Pierre aus dem 16. Jahrhundert, Monument historique seit 1906 (siehe auch: Grablegung Jesu (Chevaigné))

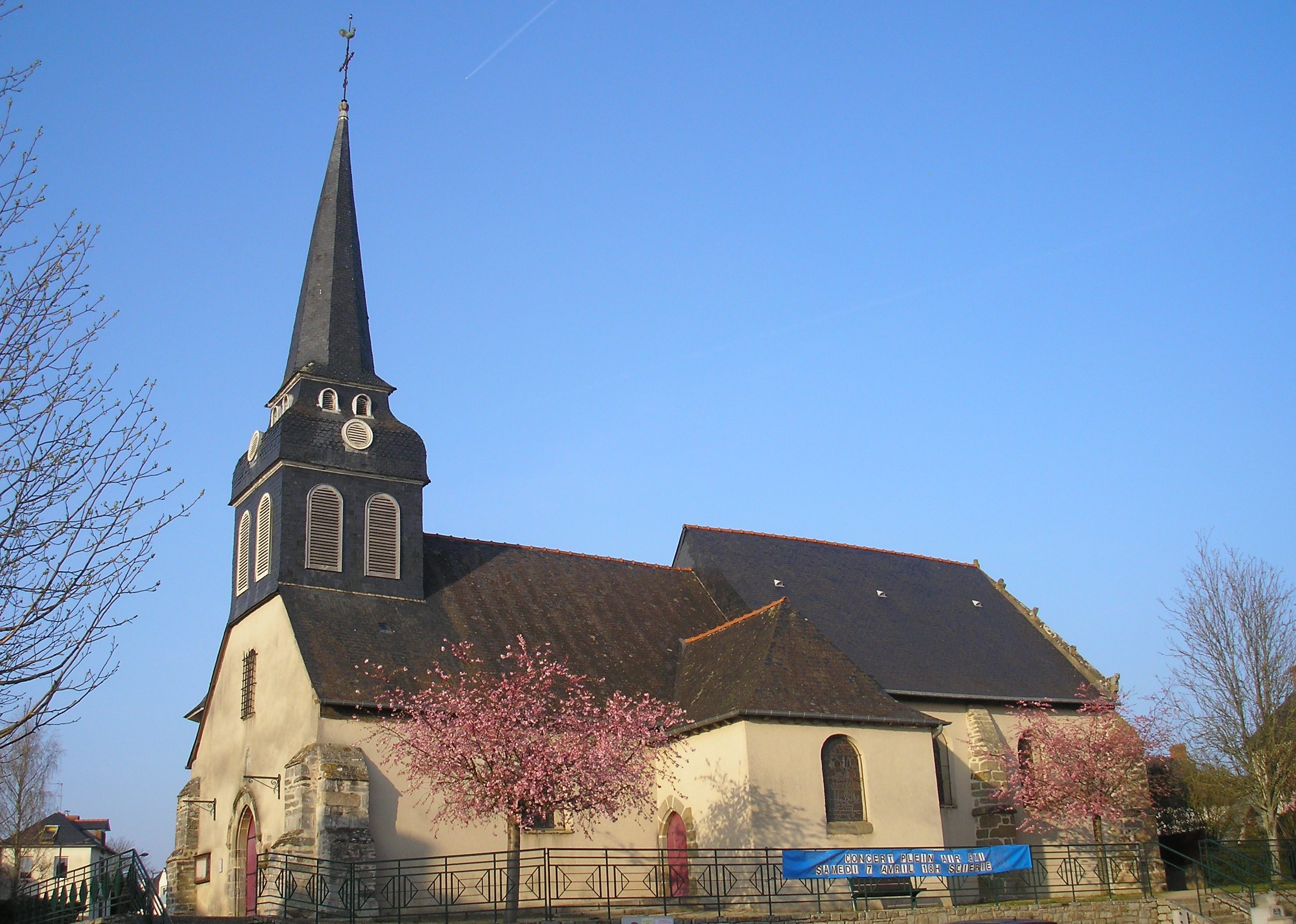
Kirche Saint-Pierre
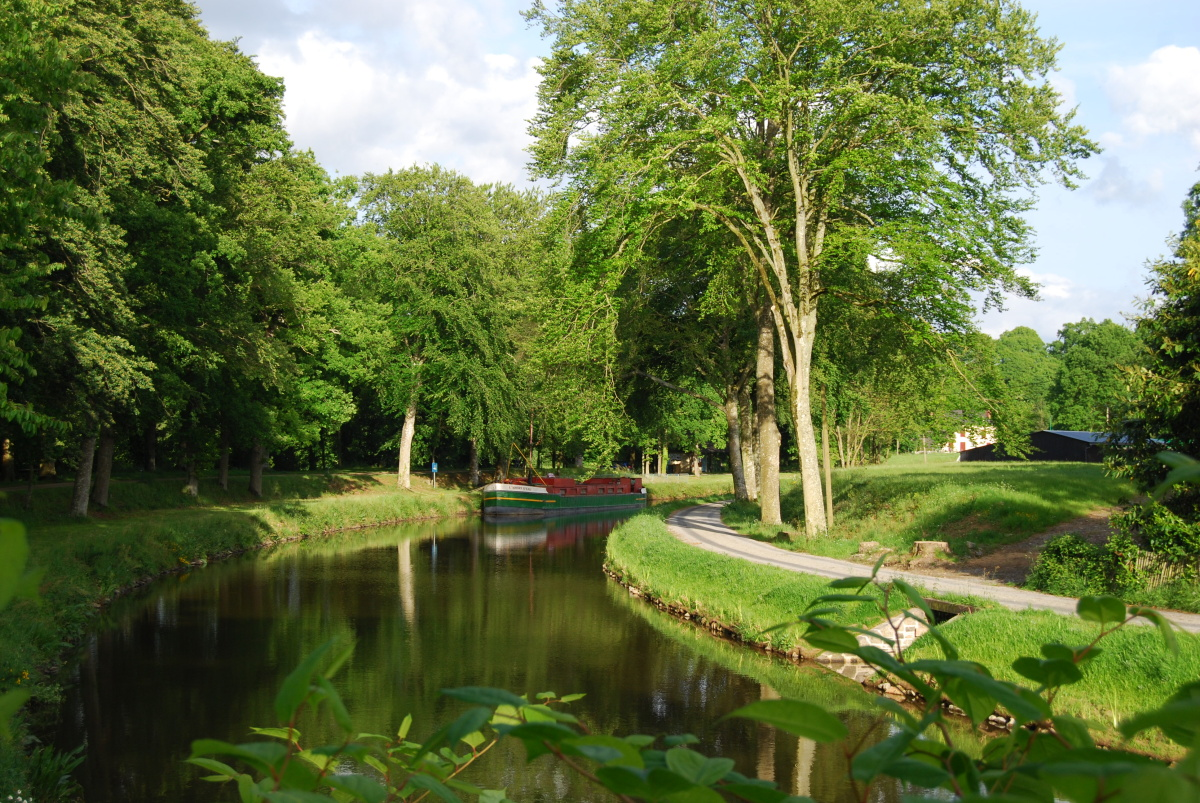
Canal d’Ille-et-Rance in Chevaigné
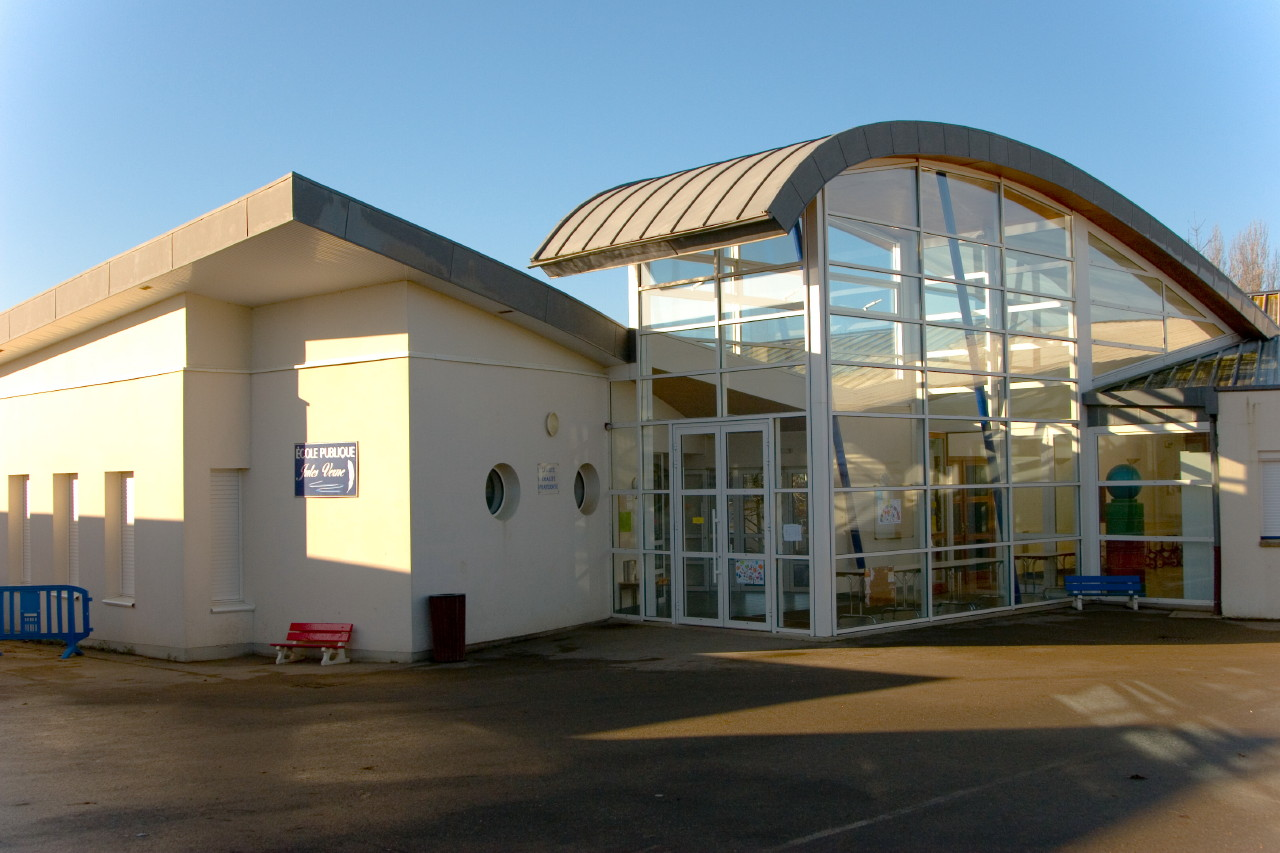
Schule „Jules Verne“
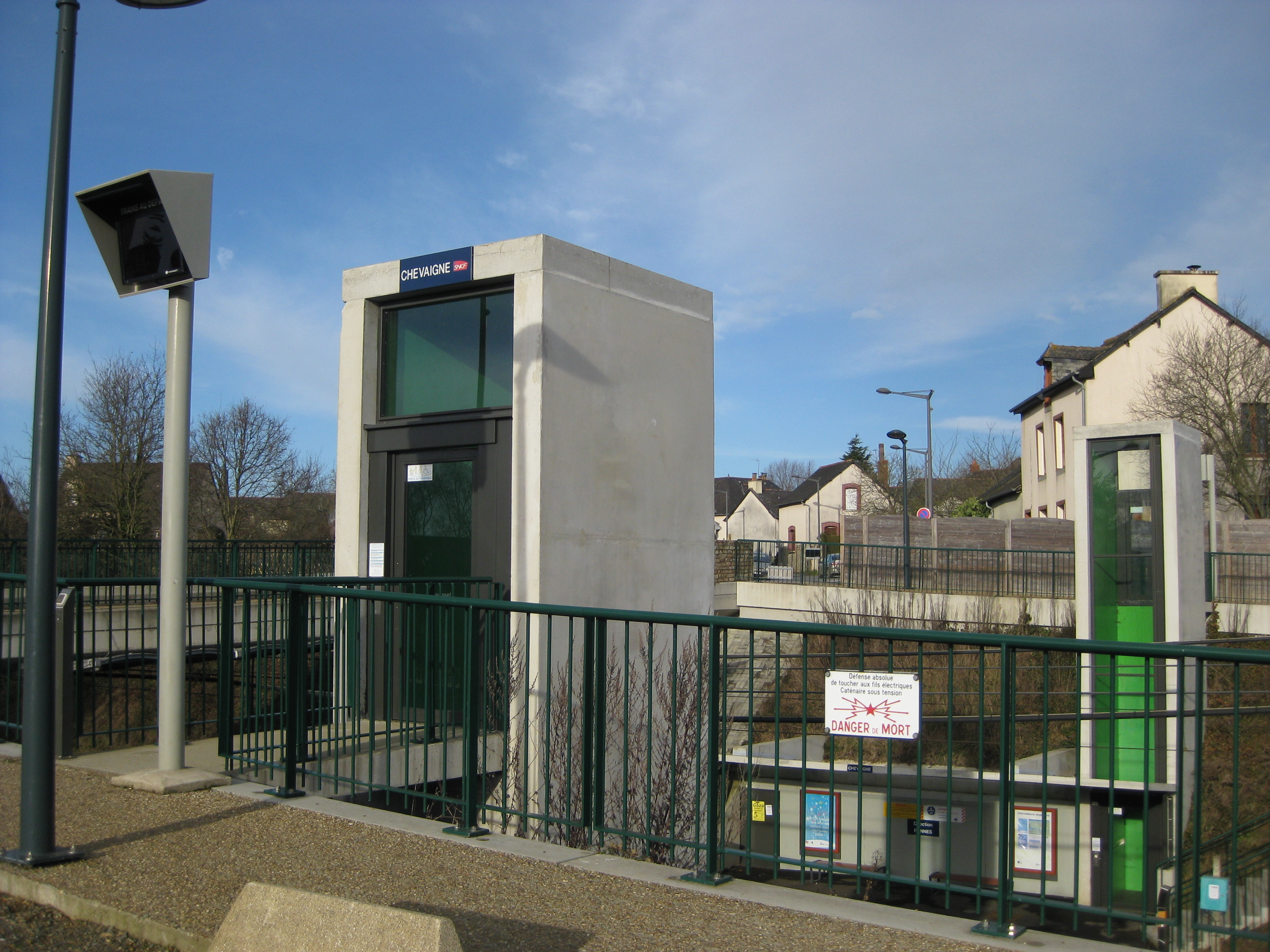
Bahnhof

## Gemeindepartnerschaften
Mit der italienischen Gemeinde Mergo in der Provinz Ancona (Region Marken) und der maltesischen Gemeinde Xagħra auf Gozo bestehen Partnerschaften.